# Prelude en fuga (Kuula)
Prelude en fuga (Preludio & Fuuga) is een compositie van Toivo Kuula.
Kuula studeerde tijdens het schrijven van de fuga in Bologna bij Enrico Bossi. Hij schreef de fuga dan ook voor zijn leermeester. Later orkestreerde Kuula de fuga en toen hij eenmaal in Leipzig een directiecursus volgde gebruikte hij de fuga als oefenmaterie. Dat viel in zijn eigen ogen niet mee, pas bij de tweede keer beviel het resultaat hem. Later vulde hij de fuga aan met een prelude, zodat een klassieke combinatie ontstond, prelude en fuga.
Het werk is geschreven voor symfonieorkest:
- 2 dwarsfluiten, 2 hobo’s, 2 klarinetten, 2 fagotten
- 4 hoorns, 2 trompetten, 3 trombones, 1 tuba
- pauken
- violen, altviolen, celli, contrabassen